# Tony Blair
Pour les articles homonymes, voir Blair.
Tony Blair (/ˈtəʊni blɛə(ɹ)/), de son nom complet Anthony Charles Lynton Blair, est un homme d'État britannique, membre du Parti travailliste, né le 6 mai 1953 à Édimbourg (Écosse). Il est Premier ministre du Royaume-Uni du 2 mai 1997 au 27 juin 2007.
Durant sa période à la tête du Parti travailliste, puis comme chef du gouvernement, Tony Blair réforme en profondeur l'idéologie et la pratique du travaillisme britannique, largement converti à l'économie de marché. Le courant de pensée de Tony Blair, défini comme une « troisième voie » entre la gauche et la droite traditionnelles, est surnommé le « blairisme ». Dans l'histoire du Parti travailliste britannique, la période de leadership de Blair et de son entourage est surnommée le New Labour. Il a engagé son pays dans cinq conflits en six ans : en Irak en 1998 ; au Kosovo en 1999 ; en Sierra Leone en 2000 ; en Afghanistan en 2001 ; et à nouveau en Irak en 2003.
Remplacé par son ministre des Finances, Gordon Brown, il est alors nommé représentant au Proche-Orient du Quartet (Organisation des Nations unies, Union européenne, États-Unis, Russie). Par ailleurs, il se lance aussi comme consultant et conférencier. À cet effet, il crée en 2009 la société commerciale Tony Blair Associates.
Bien que son héritage demeure controversé jusque dans son propre parti, il continue à intervenir ponctuellement dans le débat politique britannique.

## Jeunesse et famille
Anthony Charles Lynton Blair est né à Édimbourg (Écosse) ; il est le second fils de Leo Blair et de sa femme Hazel (née Corscadden).
Son père a étudié le droit et est devenu avocat. Bien qu'ayant eu des sympathies communistes dans sa jeunesse, il milita ensuite pour le Parti conservateur.
De confession anglicane, Tony Blair débuta sa scolarité à Adélaïde (Australie), et la poursuivit à la Chorister School (en) à Durham (Royaume-Uni), puis au Fettes College à Édimbourg, un internat privé. Son grand-père, riche homme d'affaires, finance ses études. Après le lycée, il étudia le droit au St John's College à Oxford. Durant ses années à l'université, il jouait de la guitare et chantait dans un groupe nommé les Ugly Rumours. Après son diplôme, il fut engagé en tant qu'avocat chez Derry Irvine, qui devint plus tard lord chancelier (équivalent de ministre de la Justice). C'est dans ce cabinet qu'il rencontra sa future femme Cherie Booth.
Il vécut quelques années en France, exerçant le métier de barman, puis travaillant aux assurances Gan, ce qui lui donne une certaine aisance avec la langue française. Devenu Premier ministre, il passe plusieurs étés à Saint-Martin-d'Oydes, en Ariège, dans l'ancienne maison de Pierre Dumas.
Tony Blair et Cherie Booth se marièrent le 29 mars 1980. Le couple a quatre enfants : trois fils et une fille. Anglican proche de la sensibilité anglo-catholique, pratiquant, mais pas particulièrement religieux, il se convertit officiellement au catholicisme le 21 décembre 2007 lors d'une cérémonie dirigée par le cardinal Cormac Murphy-O'Connor, primat de l'Église catholique en Angleterre et au pays de Galles, ayant attendu de quitter son poste, tous les Premiers ministres britanniques ayant été anglicans.

## Début en politique

### L’opposition
Après avoir obtenu son diplôme d'avocat en 1975, il rejoignit le Parti travailliste (Labour Party). Il échoua aux élections du Parlement en 1982 n'obtenant que 10 % des suffrages. Mais il impressionna néanmoins le chef du parti Michael Foot.
En 1983, il réussit à gagner le siège de la circonscription de Sedgefield, près de Durham, la ville où il a grandi, dans le Nord-Est de l'Angleterre. Il faisait alors partie du courant réformateur du parti.
Une fois élu, son ascension fut rapide et en 1988, il fit partie du « cabinet fantôme » en tant que secrétaire à l'Énergie, puis à l'Emploi. Il se charge d'annoncer aux syndicats que le cabinet fantôme n'entend pas revenir sur les réformes imposées durant l'ère Thatcher.
John Smith, le chef du Parti travailliste, décéda subitement en 1994. Blair et Gordon Brown étaient considérés comme des prétendants possibles. Ils auraient conclu un accord pour prendre la tête du Parti travailliste : le premier serait Premier ministre alors que le second deviendrait chancelier de l'Échiquier (ministre de l'Économie). Leur victoire fut favorisée notamment par le nouveau mode de scrutin, que Blair avait contribué à élaborer. Blair fut élu chef du Parti travailliste le 21 juillet 1994.

### Chef du Parti travailliste
Peu après son élection, Blair annonça son intention de changer la charte du parti qui datait de 1918, en enlevant les clauses typiquement socialistes comme la mise en commun des moyens de production et résuma le nouveau visage du parti par l'expression New Labour.
Il envisage un partenariat avec les libéraux-démocrates, allant jusqu'à suggérer lors des célébrations du centenaire du Parti travailliste, que la création du Labour a été une erreur dans la mesure où elle a affaibli le Parti libéral, qui fut un temps dominant dans la vie politique britannique. Le rapprochement échoue toutefois, le New Labour étant jugé trop à droite par Charles Kennedy, le dirigeant des libéraux-démocrates.
Aidé par les difficultés du gouvernement de John Major, il remporta haut la main les élections le 1er mai 1997 et prit ses fonctions le lendemain. À 43 ans, Blair devenait ainsi le plus jeune Premier ministre depuis Lord Liverpool en 1812.

## Premier ministre

### Premier mandat (1997-2001)

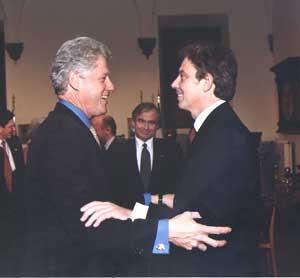
Tony Blair et le président américain Bill Clinton.

#### Politique intérieure

##### Politique économique
Son gouvernement instaure un salaire minimum en 1999 (l'équivalent de 7,88 euros de l'heure), et crée des emplois dans le secteur public après des années d'appauvrissement de celui-ci. Cependant, il a poursuivi la politique de désengagement de l’État et de privatisation.
Il reprend à son compte certaines réformes entamées par les conservateurs, telles que l’initiative pour le financement privé (Private Finance Initiative, PFI) permettant de désengager le service public au profit d'entreprises privées pour construire et gérer des hôpitaux et des écoles. Les entreprises concernées disposent d’une concession pouvant aller jusqu’à cinquante ans, et récupèrent leur investissement par des versements annuels du contribuable. Les sommes ainsi avancées devraient être remboursées à un niveau très supérieur à celui d’un investissement traditionnel. Ainsi, à la fin de l’année 2005, avaient été signés des contrats d’une hauteur de près de 50 milliards de livres, engageant les contribuables à verser vingt annuités de 7,5 milliards de livres, soit un total de 150 milliards de livres. La PFI s’est par la suite étendue à la construction de routes et de prisons, aux technologies de l’information ou encore à l’éclairage public. La PFI s’est révélée hautement impopulaire et incapable d'atteindre ses objectifs en matière d'efficacité.

##### Indépendance de la Banque d’Angleterre
Après l'élection de Tony Blair, le chancelier de l’Échiquier Gordon Brown accorde à la Banque d'Angleterre son indépendance, avec la maîtrise du taux d’intérêt. Cette décision fut populaire dans les milieux de la finance londonienne que le Labour courtisait depuis les années 1990. De même, le gouvernement suivit durant ses deux premières années les plans de dépenses prévu par les conservateurs, rassurant ainsi ceux qui craignaient que la gouvernance du Labour entraîne dépenses et déficits.

##### Communication et médias
Dès le début de son mandat, Tony Blair organisa son cabinet avec son secrétaire de presse et porte-parole officiel, Alastair Campbell. Controversé, il avait la permission de donner des ordres aux fonctionnaires, qui auparavant n’obéissaient qu'aux ministres. C’est aussi la première fois que ce poste n’était pas tenu par un fonctionnaire. Malgré son rôle politique, il était payé sur des fonds publics.
Tony Blair accorde à ses rapports avec les médias une grande importance. Le nombre de ses attachés de presse et conseillers en relations publiques est passé de 300 lors de sa prise de fonction comme Premier ministre à 1815 lors de son départ.

##### Processus de paix en Irlande du Nord
L’un des grands succès de Tony Blair fut la signature, le 10 avril 1998, de l’accord de Belfast connu sous le nom de l’« accord du Vendredi saint » (« Good Friday Agreement »). Des négociations visant à favoriser la paix en Irlande du Nord, processus commencé par le prédécesseur John Major, mais qui avait échoué avec la fin du cessez-le-feu de l’IRA provisoire au milieu des années 1990. Avec l’accord de Belfast, les principaux partis d’Irlande du Nord, ainsi que les gouvernements irlandais et britannique négocièrent afin de proposer un cadre exclusivement démocratique et pacifique à l’Irlande du Nord, avec de nouvelles institutions politiques dans la province.

##### Changements constitutionnels

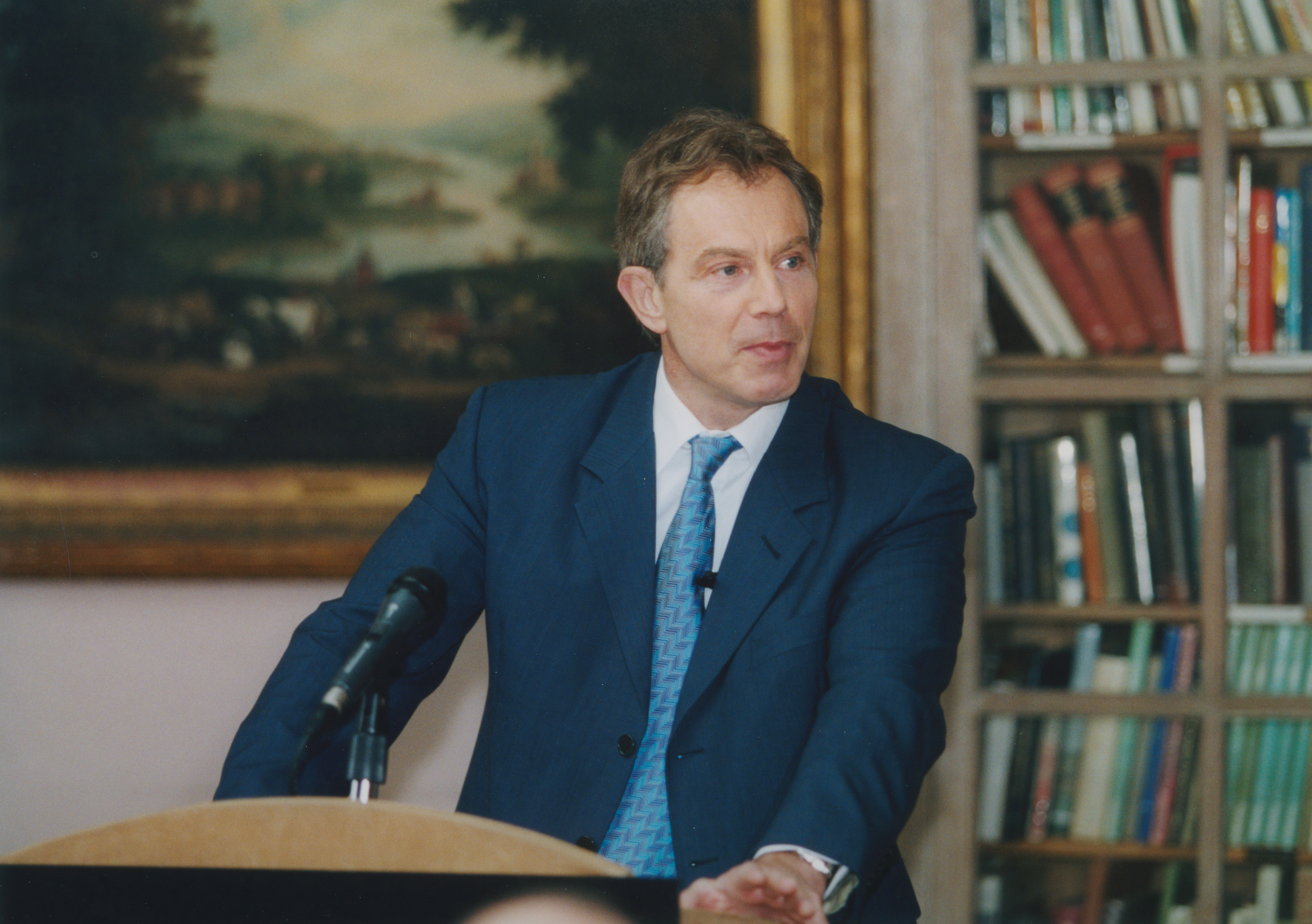
Tony Blair à London School of Economics (2 décembre 2009).

Le premier mandat de Blair fut aussi une période de changement au niveau constitutionnel. La loi sur les droits de l’homme fut votée en 1998 (Human Rights Act), le parlement écossais ainsi que l'assemblée du pays de Galles ont été établis. Tony Blair retira la majorité des Lords qui avaient leurs titres de manière héréditaire de la Chambre des lords en 1999 par le House of Lords Act 1999. À partir de 2000, il créa le poste de maire de Londres. Il fit voter la loi de la liberté d’information la même année qui se mit en place au cours de la décennie.
Ce mandat est aussi marqué par les importants changements institutionnels engagés par la dévolution des pouvoirs aux nations constitutives.

##### Droits des personnes LGBT
La législation concernant les droits des personnes lesbiennes, gays, bisexuels et transsexuels (LGBT) a été largement modifiée vers plus de progressisme pendant les mandats de Tony Blair.
L’âge de majorité sexuelle a ainsi été abaissé à 16 ans pour les relations sexuelles entre personnes du même sexe et les personnes ouvertement LGBT ne sont plus interdites de servir dans l'armée.
En 2002, l’adoption par les couples homosexuels a été autorisée, et en 2003 les discriminations de nature homophobe dans le monde du travail ont été interdites. Par ailleurs, depuis 2005, une loi permet des contrats de partenariat civil pour les couples de personnes de même sexe. En 2004, les personnes transgenres obtinrent le droit de procéder à une chirurgie de réattribution sexuelle tout en modifiant leur certificat de naissance en conséquence (Gender Recognition Act).

#### Politique étrangère

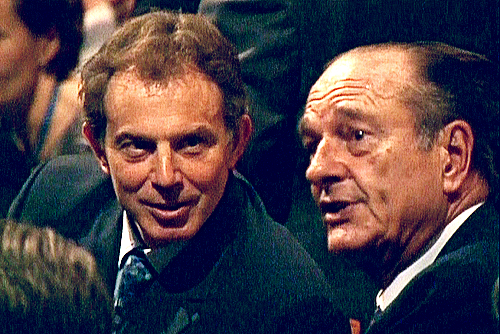
Tony Blair avec Jacques Chirac (30 mai 2003).

##### Doctrine Blair
Blair prononça le 22 avril 1999 un discours à Chicago « la doctrine de la communauté internationale » qui fut considéré par beaucoup comme « la doctrine Blair ». Celle-ci veut que la politique étrangère menée par le Royaume-Uni soit basée sur la défense de valeurs et de principes. Elle est en rupture avec l'ancienne doctrine conservatrice qui veut prioriser l'intérêt national avant tout.

##### Guerre du Kosovo
En 1999, Tony Blair organisa et présida la déclaration de la guerre du Kosovo. Alors qu'il était dans l'opposition, Tony Blair avait critiqué le manque de lucidité des conservateurs lors de la guerre de Bosnie, il organisa alors la politique dure de l'OTAN contre Slobodan Milošević. Blair fut critiqué par l'aile gauche pacifiste de son parti, contre le principe même de la guerre, et les autres qui considéraient la guerre menée par les Serbes comme un cas de légitime défense. Par la suite, les différentes enquêtes révélant les pratiques mafieuses d'Hashim Thaçi entraînent des interrogations concernant le soutien de Tony Blair au dirigeant kosovar durant la guerre.

##### Russie

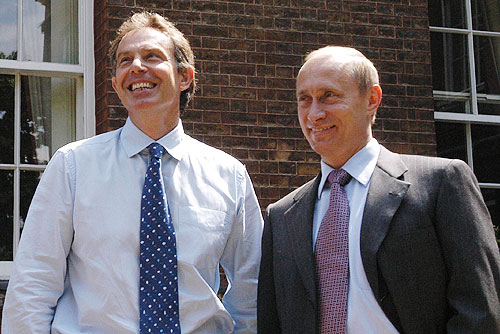
Tony Blair avec Vladimir Poutine (Londres, 26 juin 2003).

Tony Blair se rend en Russie en mars 2000 pour rencontrer le président par intérim Vladimir Poutine, nommé deux mois auparavant par le président démissionnaire Boris Eltsine. Cette visite, qui intervient deux semaines avant l'élection présidentielle russe, est perçue comme un soutien à Poutine, ce qui suscite certaines réserves dans la presse libérale britannique en raison de la seconde guerre de Tchétchénie alors en cours. Richard Dearlove, qui dirigeait alors le MI6, reconnaitra par la suite avoir organisé ce voyage afin de témoigner du soutien britannique au président russe pour l'élection présidentielle. Des notes du Foreign Office divulguées ultérieurement montrent une appréciation positive par Londres de Vladimir Poutine, les autorités britanniques estimant que celui-ci favoriserait l'insertion de la Russie au sein d'un ordre international dirigé par les pays occidentaux. Les ventes d’équipements militaires britanniques à la Russie ont augmenté de 550 % sous Tony Blair en dépit de la guerre en Tchétchénie.

### Deuxième mandat (2001-2005)
Lors de l'élection de 2001, le Parti travailliste accentue sa majorité. Depuis le 1er août 2003, Tony Blair est devenu le Premier ministre travailliste ayant la plus grande longévité à ce poste (il battait le record d'Harold Wilson qui exerça ces fonctions entre 1964 et 1970).
Lors de l’élection de 2001, Tony Blair fit sa campagne sur les services publics, notamment sur la Sécurité sociale et sur le système d’éducation. Les conservateurs ayant quant à eux concentré leurs critiques sur le refus de l’euro. Le Labour gagna largement les élections faisant de Tony Blair le premier travailliste à gagner deux élections de suite.

#### Politique intérieure

##### Services publics
Après les élections de 2001, Blair augmenta les impôts afin de renforcer les services publics, notamment pour la santé et l’éducation. Le gouvernement introduisit l’autonomisation du financement des hôpitaux publics, cependant une controverse avec Gordon Brown se produisit sur les problèmes de déficits que cela causait, limitant l’autonomie de financement des hôpitaux.

##### Le processus de paix en Irlande du Nord
Il a dû faire face à un certain nombre de problèmes. Ainsi, l'accord du Vendredi saint a été provisoirement suspendu et le désarmement de l’IRA provisoire a pris plus de temps que prévu. De plus, le Parti unioniste démocrate a remplacé le plus modéré parti unioniste d'Ulster comme parti majoritaire chez les unionistes. De même, le SDLP a été remplacé par le Sinn Féin chez les républicains.

##### Union européenne
En avril 2004, Blair annonça sa volonté de faire ratifier la constitution européenne par voie référendaire, cependant le non à la constitution européenne français et néerlandais et son abandon mit fin au débat concernant toute possibilité de réforme. Pendant son second mandat, Blair fut l’objet de protestations, et lors de son discours au Labour il fut interrompu plusieurs fois, ainsi que critiqué par des parlementaires.

#### Politique étrangère

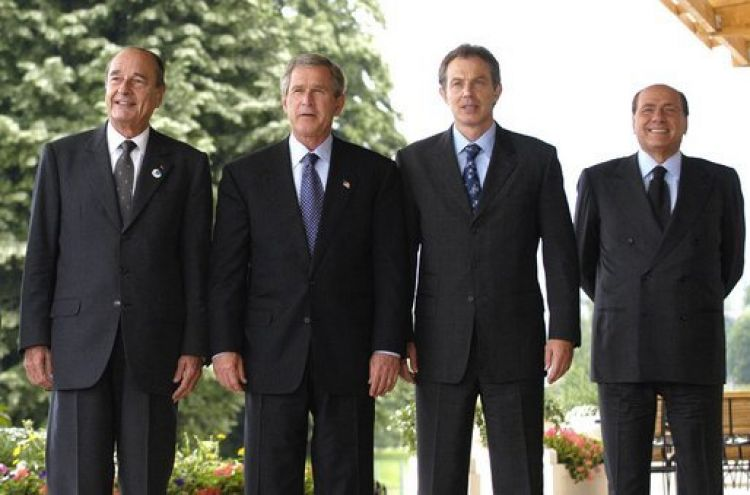
Jacques Chirac, George W. Bush, Tony Blair et Silvio Berlusconi lors du sommet du G8 en 2003.

Suivant les attentats du 11 septembre 2001, Blair suivit de très près la diplomatie américaine, ce qui lui valut de la part de ses détracteurs le surnom de « caniche de Bush ». Ses rapports avec le président américain, que lui-même décrit comme une utile « relation spéciale » créent un certain malaise auprès de la presse britannique : « Blair apparaît moins comme le chef d’un gouvernement souverain, commenta The Guardian, que comme un collaborateur de Bush attendant – vainement – le feu vert de son patron… ».

##### Guerre d’Afghanistan
Lors de la guerre d'Afghanistan, il eut une politique diplomatique active se déplaçant dans de nombreux pays. Il reçut des décorations aux États-Unis pour son soutien à ce pays.

##### Guerre d'Irak

Tony Blair et George W. Bush à la Maison-Blanche, le 16 mars 2003.

Tony Blair apporta son soutien au président américain George W. Bush lors de la guerre d'Irak en 2003. Il devint le porte-parole des États-Unis en Europe, s'opposant au président français Jacques Chirac, chef de l'opposition à la guerre. Considéré comme plus persuasif que Bush, Blair donna de nombreux arguments pour renverser Saddam Hussein.
Un point important de l'argumentaire juridique permettant de déclencher la guerre d'Irak fut le refus de Saddam Hussein de se conformer aux clauses du cessez-le-feu de 1991 et aux résolutions ultérieures des Nations unies qui lui faisaient obligation de mettre fin de manière vérifiable à ses programmes d'armes de destruction massive.
Selon certains journaux de la presse anglaise, des enquêtes ultérieures auraient montré la participation active de Tony Blair dans le déclenchement de la guerre, son « souci d'induire en erreur les députés et le public », durant l'année 2002 et « ses mensonges »,, notamment l'affirmation selon laquelle l'objectif de la Grande-Bretagne était « le désarmement, et non pas le changement de régime » et celle qu'il n'y avait pas eu de planification de l'action militaire. Cette même presse parle d'une « précipitation à lancer la Grande-Bretagne dans la guerre », qui aurait été due à la nécessité d'en cacher au public les raisons réelles et qui expliquerait l'état d'impréparation de l'armée britannique durant les premiers mois du conflit, ainsi que l'absence de réflexion concernant le futur politique de l'Irak à la suite de la disparition de Saddam Hussein.
En 2010, Tony Blair nie avec fermeté avoir menti et trompé ses concitoyens sur ses raisons d'engager son pays dans la guerre en Irak.
Certains de ces points ont fait l'objet d'une enquête publique britannique, par la commission Chilcot, concernant le rôle du pays dans la guerre en Irak entre milieu 2001 et juillet 2009. La publication du rapport de la commission était prévue pour 2014,, mais a eu lieu en 2016.
L'administration de Tony Blair a également joué un rôle essentiel dans la préparation du discours de Colin Powell du 5 février 2003, devant le Conseil de sécurité des Nations unies, où le secrétaire d'État américain présente des preuves truquées sur l'existence d'armes de destruction massive en Irak. Le dossier cité par Powell avait été fourni par l'administration de Tony Blair, qui reconnaît dès le 7 février 2003 des « gaffes » dans sa rédaction. Dès le 8 février, les journaux anglais identifient les vrais auteurs du rapport comme étant les services de communication de Downing Street et la pauvreté des sources utilisées par ces derniers (plagiat universitaire et sources suspectes…).
Un mémorandum entre juillet 2002 et avril 2005 montra que Tony Blair croyait au soutien de la population britannique à la guerre en Irak[réf. nécessaire]. En 2003, il fit face à une crise avec le présumé suicide du docteur David Christopher Kelly, compromis dans des fuites d'informations sur les programmes d'armement de Saddam, et que la presse avait présenté comme un adversaire de l'intervention en Irak. Une tentative d’impeachment fut lancée mais n'aboutit pas. Le 24 septembre 2004, le gouvernement publia un dossier de la CIA censé prouver l'existence d'armes de destructions massive, contenant des affirmations que les recherches ultérieures ne permirent pas de confirmer. Malgré les critiques d'une partie des membres du Labour, Blair affirma que ce dossier était vrai. Le secrétaire des Nations unies, Kofi Annan, proclama en septembre 2004 que l'invasion était « illégale ». En octobre 2005, la Grande-Bretagne envoya sur demande des États-Unis davantage de soldats en Irak.
En octobre 2015, Tony Blair présente ses excuses « pour le fait que les informations que nous avons reçues étaient fausses » et reconnaît une part de responsabilité dans le développement du terrorisme djihadiste ayant suivi la défaite Saddam Hussein et dans l'essor postérieur de l'État islamique.
En juin 2016, la publication du rapport Chilcot sur la guerre en Irak vaut de nombreuses critiques de la presse à l'ancien Premier ministre. Lui est notamment reproché que le Royaume-Uni a envahi l'Irak sans avoir auparavant envisagé d'options pacifiques et sans préparation adéquate, The Guardian ajoutant que Tony Blair a obéi sur ce sujet au président américain et non au peuple britannique. Le rapport mentionne notamment que les services de sécurité britanniques avaient de façon répétée averti Blair qu'envahir l'Irak aurait pour résultat d'accroître le risque de voir se produire au Royaume-Uni des attentats comme celui qui a frappé Manchester le 22 mai 2017. Malgré ces avertissements Tony Blair justifia l'invasion vis-à-vis de l'opinion en expliquant qu'elle réduirait le risque terroriste.

### Troisième mandat (2005-2007)

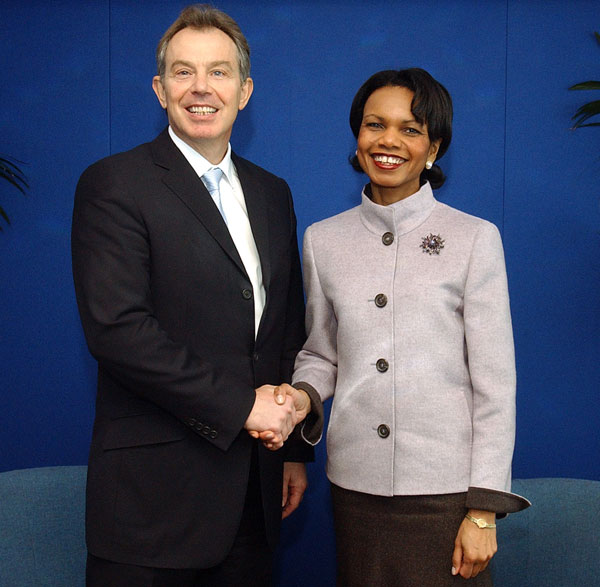
Tony Blair et Condoleezza Rice, à Londres en mars 2005.

Ce fut à 4 h 30 (heure de Londres), le jour de son 52e anniversaire (6 mai 2005) que Tony Blair apprit que son parti, le Labour, gagnait l'élection de la veille contre le Parti conservateur dirigé par Michael Howard. C'était la première fois, dans l'histoire du Royaume-Uni, que le Parti travailliste obtenait la majorité absolue des sièges à la Chambre des communes, pour la troisième fois consécutive.

#### Politique étrangère

##### G8 et présidence de l’Union européenne
Tony Blair assume les fonctions de président du Conseil des chefs d'État et de gouvernement de l'Union européenne (le Conseil) du 1er juillet au 31 décembre 2005.
Après le refus du projet de constitution européenne par la France et les Pays-Bas, Jack Straw, ministre des Affaires étrangères britanniques, et Tony Blair annoncèrent la suspension illimitée de la ratification de la constitution. Blair dit alors : « Je crois à l’Europe en tant que projet politique, je crois à une Europe forte qui prend en compte les aspects sociaux ».
Lors de plusieurs rencontres, Chirac et Schröder firent des pressions afin que le Royaume-Uni supprime son rabais obtenu par Thatcher en 1984. Après des mois de débats, le 18 juin 2005, lors du bouclage du budget de l’Union européenne 2007-2013, Blair refusa de renégocier le budget tant que la PAC ne serait pas remise en cause, qui représente plus de 44 % du budget de l’UE. Il n’y eut pas de changement de la PAC et il n’y eut pas d’accord sur le budget lors de la présidence luxembourgeoise. Un accord eut finalement lieu qui augmenta les contributions britanniques au budget au développement de l’Union européenne.

#### Politique intérieure

##### LesJeux olympiques de 2012à Londres
Le 6 juillet 2005, la 117e session du comité international olympique à Singapour eut lieu afin de désigner la ville qui accueillerait les JO. Paris et Londres étaient les deux finalistes ; Londres gagna, sans doute aidée par la présence de Tony Blair qui défendit Londres à la session du CIO, comme l’affirma Patrick Hickey membre irlandais du CIO.

##### Attentats de Londres en 2005
Le lendemain des résultats donnant à Londres la candidature des Jeux olympiques, le 7 juillet 2005, Londres fut victime d’attentats terroristes. Une série de quatre bombes explosèrent dans les transports en commun londoniens lors de l’heure de pointe. On compta 56 morts et 700 blessés. Ce fut l’attentat le plus meurtrier depuis l’attentat contre l’avion 103 de Pan Am en 1988, et le plus meurtrier à Londres depuis la Seconde Guerre mondiale. Blair fit alors en plein G8 une déclaration demandant aux Britanniques de démontrer leur résistance face aux actes terroristes, affirmant sa détermination à défendre le mode de vie anglais face au terrorisme.
Le 21 juillet 2005, une deuxième série d’explosions eut lieu à Londres, deux semaines après les attentats du 7 juillet 2005. Beaucoup moins efficace que la première série d’attaques, elle visait à semer la panique chez les Londoniens.
Un sondage du Guardian montre que 64 % des Britanniques considèrent que ces attentats étaient principalement liés à la guerre en Irak. Cependant, l’opinion britannique fit bloc derrière Tony Blair.
À la suite de ces événements, Tony Blair proposa une loi beaucoup plus sévère et donnant à la police des pouvoirs d’interrogatoire importants, allant jusqu’à 90 jours pour les suspects de terrorisme. Cependant, une contestation eut lieu au sein des parlementaires du Labour qui amendèrent le texte. Ce fut la première fois que l’autorité de Tony Blair a été remise en cause au sein du Parlement depuis son élection en 1997, remettant en question son hégémonie.

##### Réforme de l’éducation
Le gouvernement adopte une politique assez semblable aux projets défendus par les conservateurs : renforcement des établissements scolaires dits « spécialisés » et les « académies » (impliquant un contrôle et un financement des institutions publiques par les entreprises privées), maintien des grammar schools (lycées élitistes considérés comme les bastions des privilèges de la classe moyenne supérieure au sein du système public) et suppression de la gratuité des études supérieures.

##### Débat sur le port du voile
Le ministre de Tony Blair, Jack Straw, déclencha un débat sur le voile en octobre 2006, demandant aux femmes d'enlever leurs niqab (voile musulman qui cache le visage) lorsqu'elles lui parlaient. Tony Blair affirma alors qu'il pensait que le niqab était une « marque de séparation ». Il a soutenu aussi le district de Kirklees qui avait suspendu une assistante éducative pour avoir refusé d'enlever son voile à l'école.[réf. nécessaire]

##### Multiculturalisme
En 2001, après les émeutes interethniques entre Blancs et musulmans à Bradford, Burnley et Oldham, le ministre de l'Intérieur David Blunkett déclare qu'il y a un impératif linguistique et la nécessité d'un minimum d'intégration culturelle, mettant ainsi fin à la politique multiculturaliste britannique. Après les attentats de Londres de 2005, le Premier ministre travailliste Tony Blair reprend ces propos sur les dérives de la diversité.

#### Scandale duCash for Honours
En mars 2006, alors que les élections suivantes sont attendues en 2009 ou 2010, les spéculations sur son avenir vont bon train, à la suite de diverses polémiques sur des prêts secrets accordés par des hommes d’affaires au Parti travailliste. Tony Blair a annoncé le 10 mai 2007 qu'il allait quitter son poste le 27 juin, après désignation d'un nouveau chef du Parti travailliste.
Le Parti travailliste est lourdement battu à l'occasion des élections locales de mai, perdant au niveau national cinq cents conseillers. La dimension la plus emblématique de cette défaite est la perte du bastion travailliste traditionnel qu’était l’Écosse, au profit du Parti national écossais.

#### Départ

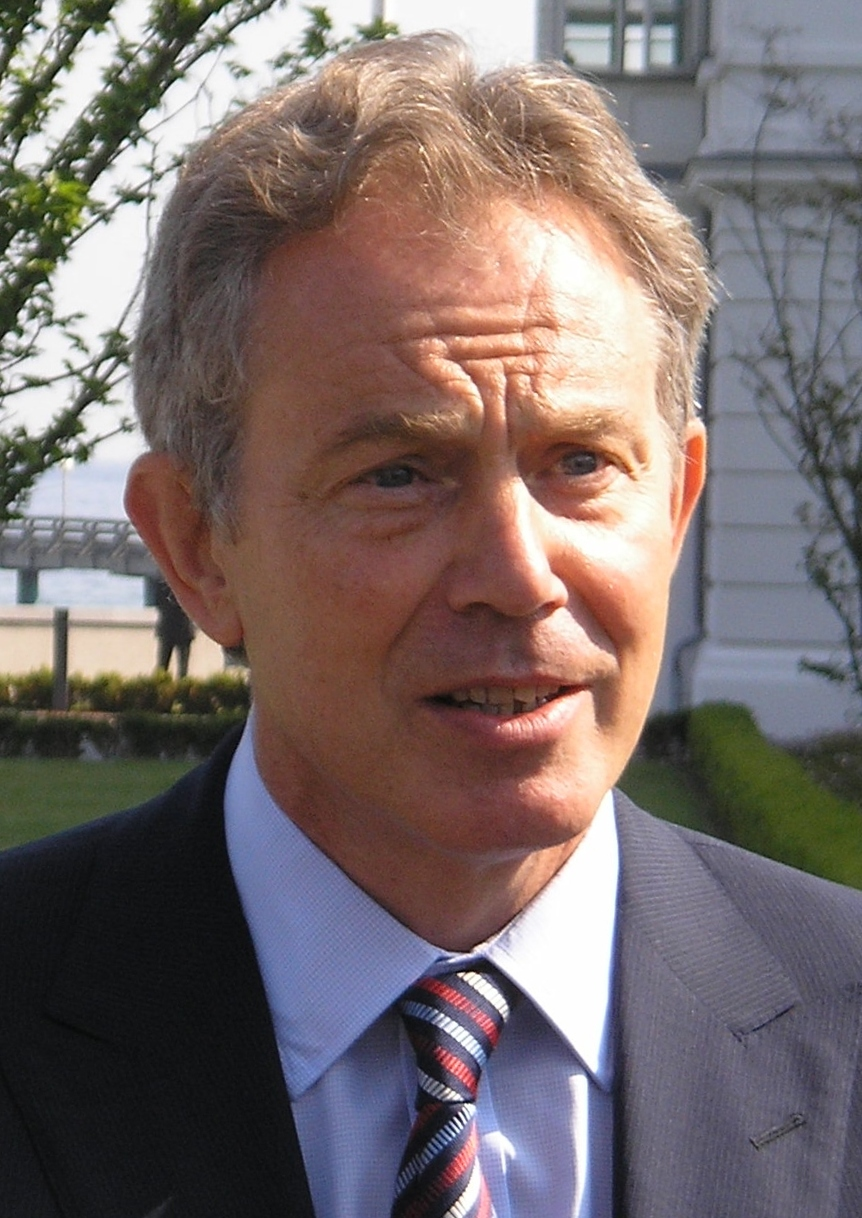
Tony Blair en juin 2007, peu avant sa démission.

Le 27 juin 2007, le Premier ministre du Royaume-Uni se rend au palais de Buckingham pour présenter officiellement sa démission à la reine Élisabeth II. Son successeur, Gordon Brown, intronisé chef du Labour le 24 juin, est automatiquement désigné Premier ministre. Tony Blair a choisi de faire ses adieux politiques au Parlement où il a été longuement ovationné.
Déclarant que la religion l’a « toujours passionné plus que la politique », il rencontre le pape Benoît XVI peu après avoir quitté son poste de premier ministre pour l’informer de son souhait d’abandonner l’anglicanisme et de se convertir au catholicisme.

## Carrière après le poste de Premier ministre

### Conseil
Après avoir mis un terme à sa carrière politique, Tony Blair met à profit les contacts rassemblés durant ses années au pouvoir. Il fonde plusieurs entreprises de conseil et de sociétés à capitaux mixtes (Tony Blair Associates, Windrush Ventures Ltd, Firerush Ventures Ltd, etc) et conseille les sociétés JP Morgan, Zurich Financial et LVMH notamment,. Il est également gestionnaire du fonds d’investissement Landsdowne Partners. Il amasse plusieurs dizaines de millions de dollars en quelques années.
Il fonde en 2016 l'Institut Tony Blair, un organisme visant à proposer des conseils à certains gouvernements, notamment africains. Il ne tire aucun revenu de cette activité, souhaitant réhabiliter son image. Financé principalement par l'Usaid (une agence gouvernementale américaine), la Banque mondiale, des multinationales et la Fondation Bill-et-Melinda-Gates, l'Institut Tony Blair propose gratuitement ses services aux gouvernements africains. Il s'agit d'accompagner des réformes structurelles dans une perspective néolibérale, notamment en incitant les gouvernements à modifier les lois de façon à attirer les investissements étrangers et à promouvoir les partenariats public-privé. En 2021, l'Institut Tony Blair conseille une quinzaine de gouvernements africains (Rwanda, Guinée, Togo…), comprend 231 salariés et affiche un chiffre d'affaires de 46,3 millions de dollars. En dehors de l'Afrique, l’institut conseille la monarchie saoudienne à partir de 2018 en échange de près de 12 millions de dollars.

### Émissaire du Quartet au Moyen-Orient

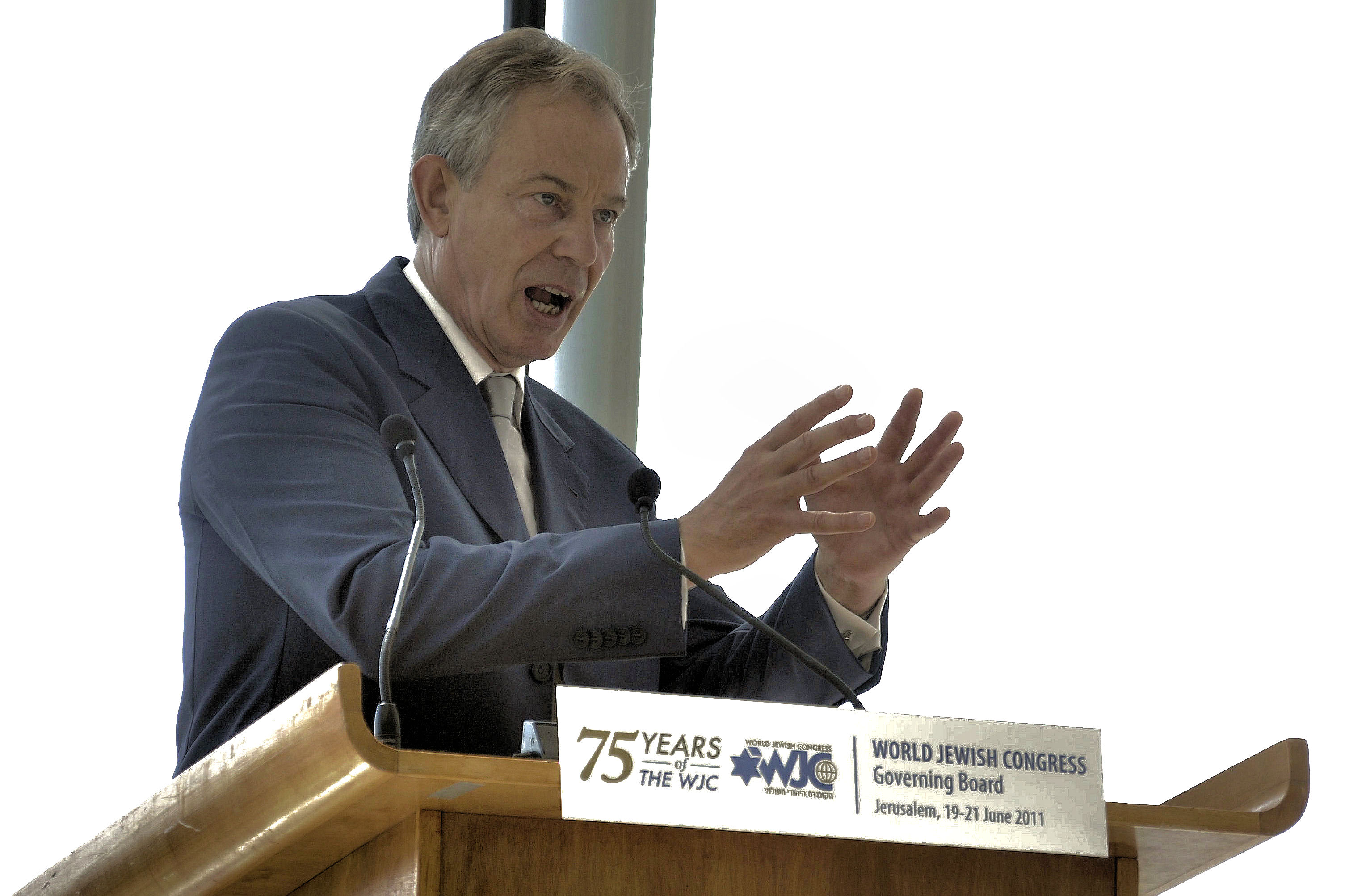
Tony Blair s'adresse à une réunion du Congrès juif mondial à Jérusalem, juin 2011.

Tony Blair a été nommé émissaire du Quartet pour le Moyen-Orient, cet organisme informel qui regroupe, sur le dossier israélo-palestinien, l'Union européenne, la Russie, les États-Unis et l'ONU. Tony Blair va ainsi devenir un médiateur entre Israéliens et Palestiniens, relançant peut-être la feuille de route, plan de règlement du conflit israélo-palestinien issus du Quartet. Certains y voient ainsi pour Tony Blair une possibilité de relancer le dialogue entre les deux peuples, mais aussi de pouvoir changer son image considérée par beaucoup comme anti-musulmane (du fait de la guerre en Irak). Tony Blair a toujours été favorable à l'existence d'un État palestinien. Son bilan serait cependant un échec.
En juillet 2019, un tribunal britannique a bloqué la tentative d'un ancien général irakien d'intenter des poursuites contre Tony Blair pour son implication dans la guerre en Irak.

### Enseignement
En 2008, il occupe un poste de conférencier à l'université Yale, sur les relations entre foi et mondialisation.

### Brexit
Opposé au Brexit, il annonce mi-2017 son intention de s'impliquer dans les négociations, sans pour autant briguer de mandat électif. Cet engagement suscite cependant un certain scepticisme, notamment au vu de son manque de popularité parmi les Britanniques, autant pour son engagement en faveur de la guerre en Irak de 2003 que pour ses engagements lucratifs post-Downing Street auprès de banques et de gouvernements étrangers, qui l'ont considérablement enrichi. Il se prononce en juillet 2018 pour l'organisation d'un nouveau référendum.

## Critiques
Tony Blair a été critiqué pour son alliance avec le président américain George W. Bush et sa politique au Moyen-Orient, tant pour sa conduite de la guerre d'Irak, qu’en 2006 lors du conflit israélo-libanais ainsi que sa position sur le conflit Israël-Palestine. Blair est aussi critiqué pour avoir détourné des informations importantes les rendant erronées. Blair a ainsi été le premier chef de gouvernement du Royaume-Uni à avoir été interrogé par des officiers de police durant son mandat. Des critiques ont aussi été émises à l’encontre de Tony Blair qui aurait par ses lois anti-terroristes diminué les libertés civiles, augmentant l’autoritarisme, par le renforcement des pouvoirs de la police, les fichiers ADN…
Les relations étroites avec Rupert Murdoch, propriétaire de nombreux médias en Grande-Bretagne, ont été l'objet de critiques sur l'indépendance de la presse.
En 2022, le quotidien Le Monde note que l'ex-Premier ministre continue de faire l'objet d'un « profond rejet » au Royaume-Uni.
Le groupe de réflexion (think tank) de Blair est confronté à des critiques pour son implication dans le conseil aux pays où la situation des droits de l'homme est jugée médiocre, car il cherche à accroître son influence mondiale. De plus, il a fait face à des critiques pour avoir offert des conseils payés aux Émirats arabes unis et pour avoir continué à travailler avec le gouvernement saoudien, même à la suite du meurtre du journaliste Jamal Khashoggi.

### Bilan économique

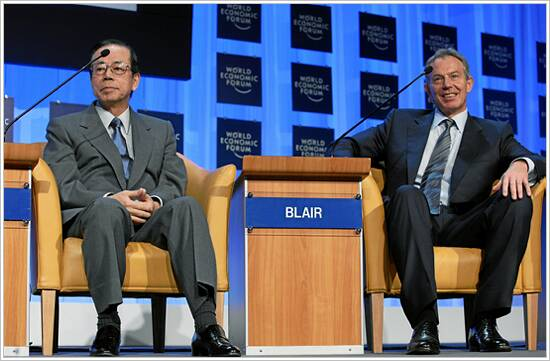
Tony Blair avec Yasuo Fukuda au Forum économique mondial (2008).

Le journaliste Richard Gott estime que les propos de Tony Blair au sujet de la justice sociale n'ont connu aucune traduction dans sa politique : « Les profits des cent grandes sociétés de l’indice Financial Times Stock Exchange (FTSE 100) ont explosé : ils sont en 2007 sept fois supérieurs à ce qu’ils étaient en 2002. Les riches sont devenus plus riches et les pauvres plus pauvres. 1 % des couches les plus aisées de la population détiennent 25 % de la richesse nationale, et les 50 % du bas de l’échelle tout juste 6 %. Sur une population de soixante millions d’habitants, onze millions vivent dans la pauvreté. Selon le rapport du Fonds des Nations unies pour l'enfance (Unicef), le Royaume-Uni arrive, quant au bien-être des enfants, au dernier rang des vingt et un pays membres de l’Organisation de coopération et de développement économiques (OCDE) qui ont fait l’objet de l’étude ».

### Présidentialisme
Tony Blair est critiqué pour ne pas assez faire attention aux différents avis des membres de son cabinet ainsi que des avis du Parlement. Il a ainsi été critiqué pour son attitude de chef de gouvernement qui semble plus être celui d'un chef d’État d'un régime présidentiel.

### Relation avec les États-Unis
Tony Blair a toujours été très proche des présidents américains, mais c'est avec George W. Bush que les relations vont être très proches notamment dans les relations internationales, Nelson Mandela décrivant même Blair comme le ministre des Affaires étrangères des États-Unis. Blair a souvent été surnommé le « caniche de George Bush ». De son côté George W. Bush affirma après le 11 septembre que « l’Amérique n’avait pas de plus vrais amis que la Grande-Bretagne ». Cette relation a sérieusement détérioré l'image de Blair chez les Britanniques qui n’étaient pas favorables à la guerre d'Irak.

### Relations avec le Labour
L’idéologie du New Labour est rapidement devenue impopulaire auprès des militants du Parti travailliste et Tony Blair s'est alors employé à empêcher tout débat interne. C’est ainsi qu’il supprima tout débat en conseil des ministres, et réduisit considérablement l'importance du congrès annuel du parti, qui discutait traditionnellement de sa politique.
Le refus apparent de Blair pour fixer une date pour son départ a été critiqué par la presse et les parlementaires britanniques. Un certain nombre de personnes, dont des ministres de son gouvernement trouvaient opportun que Tony Blair quitte le pouvoir afin de remporter les élections suivantes marquées par un renforcement des conservateurs dans les sondages. Son refus d'annoncer son départ a été l'objet de critiques qui l'ont poussé à annoncer durant l'été 2006 qu'il quitterait le pouvoir avant un an.
Tony Blair fut également critiqué par l'aile gauche de son parti pour avoir été « néoconservateur », ou « néo-Thatcher ». Ainsi celui-ci fut parfois décrit comme le « fils de Thatcher » du fait de ses politiques économiques décrites comme de « droite » par certains. Ce parallèle est en partie dû à une affirmation de Tony Blair lui-même : son admiration avouée pour Thatcher. Margaret Thatcher elle-même, lorsqu’il lui fut demandé en 2002 quelle était sa plus grande réussite, répondit : « Tony Blair et le New Labour. ».

### Relation avec les nations européennes
Tony Blair a joué un rôle majeur dans l’élargissement de l'Union européenne des 15 à 27, favorisant l'ouverture de l'Europe ainsi que la volonté de développer la libre concurrence au sein de l'Union. Enfin Blair a eu des relations très proches des hommes d'États de droite comme Silvio Berlusconi, Angela Merkel, José María Aznar, ou plus récemment, le président français Nicolas Sarkozy.
Blair soutient Emmanuel Macron dans sa course à la présidence de la République française face à Marine Le Pen dans les élections présidentielles françaises de 2017, estimant que sa victoire serait « une chance », « une victoire substantielle d’une approche ouverte sur le monde » positive pour l'Europe.

### Enrichissement différé fondé sur ses fonctions publiques, fiducie

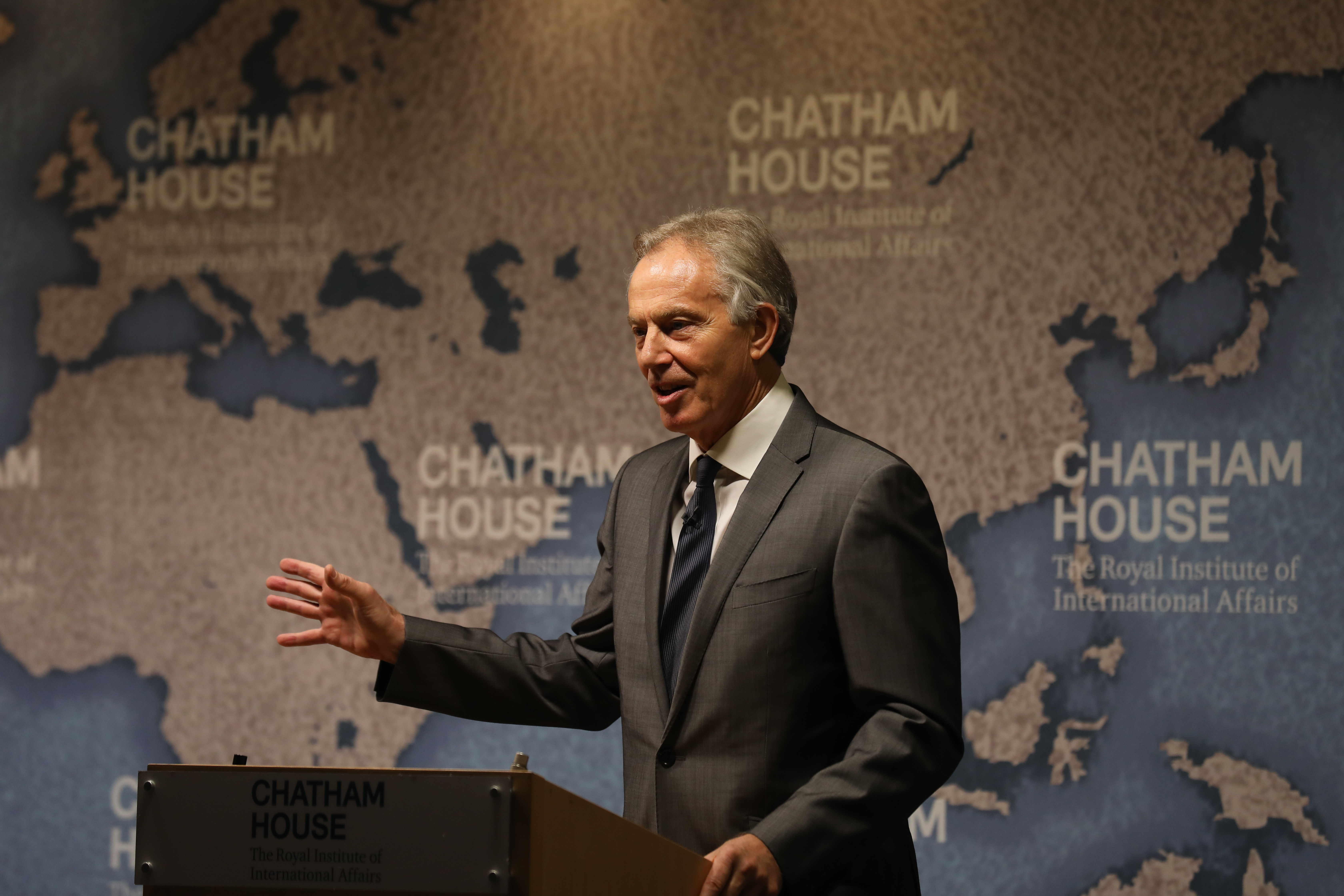
Tony Blair lors de son discours à Chatham House (2018).

En 2012, Tony Blair aurait accumulé depuis qu'il a quitté ses fonctions publiques, au travers de diverses sociétés comme Blair Inc. et Tony Blair Associates, entre 24 et 74 millions d'euros grâce aux conférences et conseils privés qu'il monnaye en se prévalant des fonctions politiques qu'il a exercées et des relations qu'il a ainsi tissées.
L'une de ses entreprises, Tony Blair Associates, vise à « offrir, dans une optique commerciale, un conseil stratégique sur les tendances politiques et économiques et la réforme des États. » et permettrait à M. Blair de « monétiser ses anciens contacts. » M. Blair aurait notamment gagné 1,24 million d'euros en trois heures en intercédant auprès de Hamad ben Jassem Al Thani, Premier ministre du Qatar et patron de Qatar Holding, pour le compte de Ivan Glasenberg, patron de Glencore au moment de l'OPA sur Xstrata.
Il intervient également auprès de la banque d’affaires américaine JP Morgan, de l’assureur Zurich Financial Services, des gouvernements du Kazakhstan et du Koweït, du fonds d’investissement Mubadala d’Abou Dhabi, ainsi que de plusieurs institutions financières internationales.
En avril 2016, la presse révèle que Tony Blair a utilisé une fiducie secrète pour gérer sa fortune de plusieurs millions de livres, afin de recevoir des paiements pour ses activités de conseil, « y compris son travail avec des régimes controversés »,. Elle montre notamment que Windrush Ventures Ltd, l'une des sociétés qui coordonne ses affaires commerciales, réalise un chiffre d'affaires de 19,4 millions £, et un bénéfice de 2,6 millions de £.
En Afrique, en novembre 2018, Tony Blair et son entreprise, le Tony Blair Institute for Global Change, ont été chargés par le président Faure Gnassingbé, dont la famille se maintient au pouvoir depuis 1967, en particulier par des détournements de processus électoraux depuis le début des années 90, d’aller chercher de l’argent pour le Plan national de développement (PND) 2018-2022. Il a été introduit au Togo par Ségolène Royal. Il possède des bureaux à la présidence du Togo en 2019.
En octobre 2021, son nom est cité dans les Pandora Papers,.

## Résultats électoraux

### Chambre des communes
| Élection          | Circonscription | Parti  | Parti        | Voix  | %    | Résultats |
| ----------------- | --------------- | ------ | ------------ | ----- | ---- | --------- |
| Partielle de 1982 | Beaconsfield    |        | Travailliste | 3 886 | 10,4 | Échec     |
| Générales de 1983 | Sedgefield      | 21 401 | Travailliste | 47,6  | Élu  |           |
| Générales de 1987 | Sedgefield      | 25 965 | Travailliste | 56,0  | Élu  |           |
| Générales de 1992 | Sedgefield      | 28 453 | Travailliste | 60,5  | Élu  |           |
| Générales de 1997 | Sedgefield      | 33 526 | Travailliste | 71,2  | Élu  |           |
| Générales de 2001 | Sedgefield      | 26 110 | Travailliste | 64,9  | Élu  |           |
| Générales de 2005 | Sedgefield      | 24 421 | Travailliste | 58,9  | Élu  |           |

## Distinctions

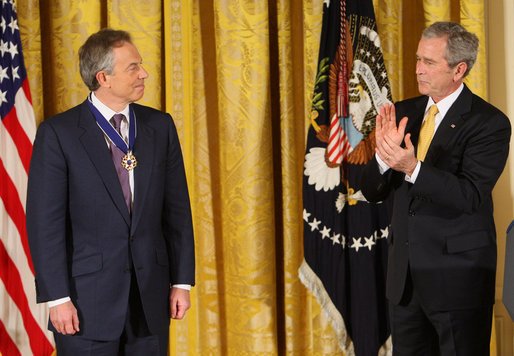
Tony Blair recevant de la main du président américain George W. Bush la Médaille présidentielle de la Liberté (Maison-Blanche, 13 janvier 2009).

Armoiries comme chevalier de la Jarretière (2023).

### Décorations
- Médaille présidentielle de la Liberté ( États-Unis, 2009)[66].
- Médaille de la liberté de Philadelphie ( États-Unis, 2010)[67].
- Médaille de l'ordre de la Liberté ( Kosovo, 2009)[68].
- Chevalier de l'ordre de la Jarretière ( Royaume-Uni, 2022)[69].

### Prix
- 2009 : Prix Dan David dans la catégorie Présent, en Leadership.
- 2003 : Médaille d'or du Congrès[70].
- 1999 : Prix international Charlemagne d'Aix-la-Chapelle.

### Doctorats honoris causa
Il a obtenu plusieurs Doctorats honoris causa :
- Université hébraïque de Jérusalem ( Israël, 1998)[71]
- Université Queen's de Belfast en Droit ( Royaume-Uni, mai 2008)[72]
- Université de Liverpool Hope en Droit ( Royaume-Uni, juillet 2009)[73]
- Université de Pristina ( Kosovo, juin 2010)[74]
- Université de Haïfa ( Israël, 2013)[75]

## Publications
- (en) Blair, Tony, On Leadership: Lessons for the 21st Century, Hutchinson Heinemann, 2024  (ISBN 9781529151510).
- (en) Tony Blair, A Journey, Random House, 2010  (ISBN 0-0919-2555-X) – (fr) Mémoires, Flammarion, 2010  (ISBN 978-2-226-20625-1).
- (en) Tony Blair, Iraq's Weapons of Mass Destruction: The Assessment of the British Government, Diane Publishing, 2003  (ISBN 0-7567-3102-X).
- (en) Tony Blair, The Courage of Our Convictions, Fabian Society, 2002  (ISBN 0-7163-0603-4).
- (en) Tony Blair, Superpower: Not Superstate? (Federal Trust European Essays), Federal Trust for Education & Research, 2000  (ISBN 1-903403-25-1).
- (en) Tony Blair, The Third Way: New Politics for the New Century, Fabian Society, 1998  (ISBN 0-7163-0588-7).
- (en) Tony Blair, Leading the Way: New Vision for Local Government, Institute for Public Policy Research, 1998  (ISBN 1-86030-075-8).
- (en) Tony Blair, New Britain: My Vision of a Young Country, Basic Books, 1997  (ISBN 0-8133-3338-5).
- (en) Tony Blair, Let Us Face the Future, Fabian Society, 1995  (ISBN 0-7163-0571-2).
- (en) Tony Blair, What Price Safe Society?, Fabian Society, 1994  (ISBN 0-7163-0562-3).
- (en) Tony Blair, Socialism, Fabian Society, 1994  (ISBN 0-7163-0565-8).

## Dans la fiction
Tony Blair a servi de personnages à plusieurs reprises au cinéma ou à la télévision :
- Dans le téléfilm Le Deal (2003) de Stephen Frears, il est incarné par Michael Sheen.
- Dans le téléfilm DC 9/11: Time of Crisis (en) (2003) de Brian Trenchard-Smith, son rôle, secondaire, est joué par Andrew Gillies.
- Dans le film The Queen (2006) de Stephen Frears, son rôle est interprété par Michael Sheen.
- Dans le film W. : L'Improbable Président (2008) d'Oliver Stone, son rôle est joué par Ioan Gruffudd.
- Dans le téléfilm The Special Relationship (2010) de Richard Loncraine, son rôle est interprété pour la troisième fois par Michael Sheen.
- Dans le film The Journey (en) (2016) de Nick Hamm, il est incarné par Toby Stephens.
- Dans l'émission Spitting Image, il y est régulièrement représenté par une marionnette et sa voix est imitée par Alistair McGowan (en).
- Dans les saisons 5 et 6 de The Crown (2022-2023), son rôle est interprété par Bertie Carvel.
- Tony Blair aurait inspiré le personnage d'Adam Lang dans The Ghost Writer, film de Roman Polanski (2010).

Il double son propre personnage dans la série animée Les Simpson en 2003.